# Les Garennes sur Loire
Les Garennes sur Loire ist eine französische Gemeinde mit 4.670 Einwohnern (Stand: 1. Januar 2022) im Département Maine-et-Loire in der Region Pays de la Loire. Sie ist dem Arrondissement Angers und dem Kanton Les Ponts-de-Cé zugehörig.
Les Garennes sur Loire entstand als Commune nouvelle im Zuge einer Gebietsreform zum 1. Januar 2016 durch die Fusion von zwei ehemaligen Gemeinden, Juigné-sur-Loire und Saint-Jean-des-Mauvrets, die nun Ortsteile von Les Garennes sur Loire (Communes déléguées) darstellen. Der Verwaltungssitz befindet sich in der Ortschaft Juigné-sur-Loire.

## Geographie
Les Garennes sur Loire liegt etwa neun Kilometer südöstlich von Angers an der Loire. Umgeben wird Les Garennes sur Loire von den Nachbargemeinden Les Ponts-de-Cé im Norden und Nordwesten, Loire-Authion im Nordosten, Brissac Loire Aubance im Süden und Osten sowie Saint-Melaine-sur-Aubance im Westen.

## Gliederung
| Ortsteil                           | ehemaliger INSEE-Code | Fläche (km²) | Einwohnerzahl (2022) |
| ---------------------------------- | --------------------- | ------------ | -------------------- |
| Juigné-sur-Loire (Verwaltungssitz) | 49167                 | 12,49        | 2.801                |
| Saint-Jean-des-Mauvrets            | 49290                 | 12,76        | 1.869                |

## Sehenswürdigkeiten
Siehe auch: Liste der Monuments historiques in Les Garennes sur Loire

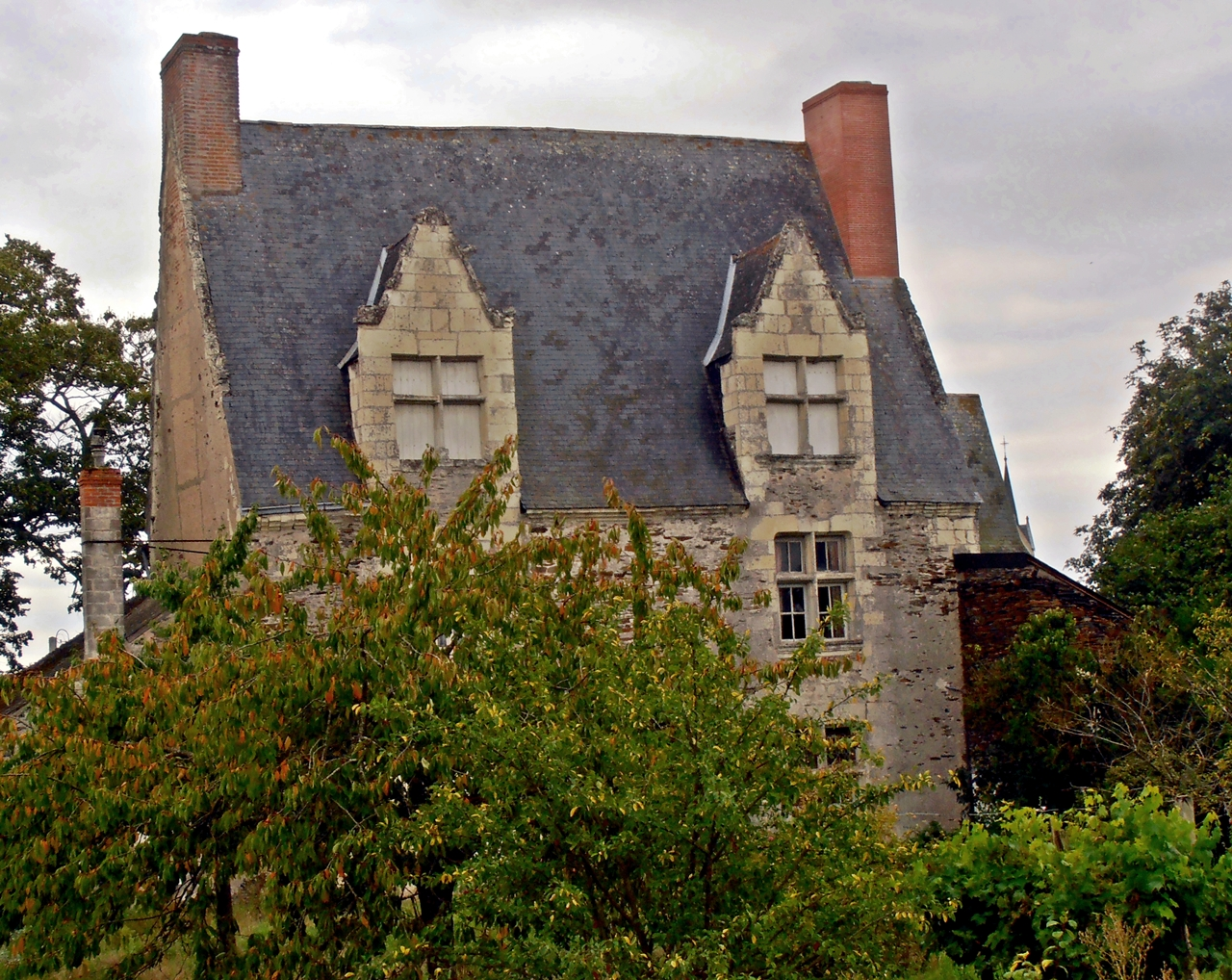
Herrenhaus La Gachetière

### Juigné-sur-Loire
- Kirche Saint-Germain, Monument historique seit 1965
- Pfarrhaus, Monument historique seit 1965
- Häuser Les Charmettes (Monument historique seit 1965) und Le Plessis (Monument historique seit 2001)

### Saint-Jean-des-Mauvrets
- Kirche
- Herrenhaus La Gachetière, seit 1997 Monument historique
- Schloss Saint-Jean aus dem 17./18. Jahrhundert